# Chesapeake Climate Action Network
 (janvier 2023).
Le Chesapeake Climate Action Network (CCAN) est une organisation communautaire à but non lucratif vouée à la lutte contre le réchauffement climatique dans le Maryland, la Virginie et le district de Columbia. La mission de l'organisation est de favoriser une transition sociétale rapide vers une énergie durable et des produits économes en énergie, en rejoignant des efforts similaires dans le monde entier pour lutter contre le réchauffement climatique.

## Fond

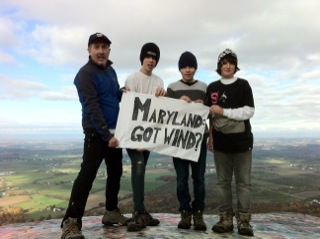
Le directeur du CCAN, Mike Tidwell, sur plaide pour une énergie propre

Le Chesapeake Climate Action Network est lancé le 1er juillet 2002, grâce à une subvention de démarrage du Rockefeller Brothers Fund (en) .
Travaillant avec un réseau étendu et croissant d'alliés, le groupe aide à adopter un projet de loi sur les éoliennes en mer dans le Maryland, des plafonds de carbone à l'échelle de l'État dans le Maryland, des factures de voitures propres dans le Maryland et le district de Columbia, des factures standard d'énergie renouvelable dans le Maryland, Virginie et le district de Columbia.